# Società Polisportiva Ars et Labor 1948-1949
Questa voce raccoglie le informazioni riguardanti la Società Polisportiva Ars et Labor nelle competizioni ufficiali della stagione 1948-1949.

## Stagione
Il nuovo campionato cadetto riunificato a 22 squadre si presenta come un torneo lungo e sfiancante. La SPAL per far quadrare il bilancio rivende Egisto Pandolfini alla Fiorentina, in cambio di un'ingente somma in denaro più le prestazioni del mediano Fulvio Nesti. Pandolfini e Nesti hanno un comune destino, entrambi sono toscani di Lastra a Signa e vestiranno il biancazzurro come trampolino di lancio verso il traguardo della Nazionale: disputeranno assieme il mondiale svizzero del 1954.
Paolo Mazza affida la panchina a Bruno Vale. Lo stadio di Ferrara diventa un fortino per i biancoazzurri, a buttarla dentro là davanti ci pensano Attilio Frizzi con 25 reti e Otello Badiali con 19, che portano la SPAL al decimo posto con 41 punti in classifica, sempre lontano dalla bassa classifica.

## Rosa
| N. |                   | Ruolo | Calciatore          |
| -- | ----------------- | ----- | ------------------- |
|    | Italia (bandiera) | D     | Renzo Ansaloni      |
|    | Italia (bandiera) | C     | Otello Badiali      |
|    | Italia (bandiera) | P     | Umberto Bergamini   |
|    | Italia (bandiera) | A     | Aldo Biagiotti      |
|    | Italia (bandiera) | A     | Filippo Cammoranesi |
|    | Italia (bandiera) | A     | Giovanni Ciccarelli |
|    | Italia (bandiera) | A     | Domenico Cremonesi  |
|    | Italia (bandiera) | C     | Giovanni Emiliani   |
|    | Italia (bandiera) | A     | Attilio Frizzi      |
|    | Italia (bandiera) | C     | Carlo Lucchelli     |

| N. |                   | Ruolo | Calciatore       |
| -- | ----------------- | ----- | ---------------- |
|    | Italia (bandiera) | C     | Aurelio Marchese |
|    | Italia (bandiera) | D     | Arturo Morelli   |
|    | Italia (bandiera) | C     | Fulvio Nesti     |
|    | Italia (bandiera) | P     | Antonio Nuciari  |
|    | Italia (bandiera) | D     | Francesco Paredi |
|    | Italia (bandiera) | D     | Plinio Patuelli  |
|    | Italia (bandiera) | D     | Ivo Pesaresi     |
|    | Italia (bandiera) | A     | Luigi Traini     |
|    | Italia (bandiera) | A     | Valentino Valli  |
|    | Italia (bandiera) | C     | Gaetano Vellani  |

## Risultati

### Serie B

#### Girone di andata
| Arbitro: | Valsecchi (Milano) |

|                             |           |  |
| Badiali 53’ Traini 62’, 69’ | Marcatori |  |

| Arbitro: | Coppolone (Bari) |

|                                              |           |                             |
| Garavoglia 14’, 39’ Bronzoni 16’ Verderi 38’ | Marcatori | 30’, 71’ Badiali 48’ Traini |

| Arbitro: | Buratti (Milano) |

|             |           |  |
| Badiali 44’ | Marcatori |  |

| Sesto San Giovanni 10 ottobre 1948 4ª giornata | Pro Sesto       | 0 – 0 | SPAL | Stadio Breda\| Arbitro: \| Cambi (Livorno) \| |
| Arbitro:                                       | Cambi (Livorno) |       |      |                                               |

| Arbitro: | Maglio (Torino) |

|           |           |               |
| Costa 32’ | Marcatori | 37’ Cremonesi |

| Arbitro: | Codeluppi (Lodi) |

|                                      |           |  |
| Frizzi 6’, 40’ Badiali 28’ Nesti 65’ | Marcatori |  |

| Arbitro: | Marchetti (Milano) |

|          |           |  |
| Muci 83’ | Marcatori |  |

| Arbitro: | Picasso (Milano) |

|           |           |                              |
| Frizzi 2’ | Marcatori | 9’, 69’ Renosto II 77’ Zecca |

| Arbitro: | Carpani (Milano) |

|  |           |             |
|  | Marcatori | 12’ Badiali |

| Arbitro: | Guarda (Mestre) |

|                                 |           |  |
| Pesaresi 22’ (rig.) Badiali 31’ | Marcatori |  |

| Arbitro: | Tibaldi (Savona) |

|                                  |           |  |
| Frizzi 25’, 31’ Badiali 42’, 70’ | Marcatori |  |

| Arbitro: | Savio (Torino) |

|            |           |            |
| Parati 75’ | Marcatori | 32’ Frizzi |

| Ferrara 5 dicembre 1948 13ª giornata | SPAL              | 0 – 0 | Lecce | Stadio Comunale\| Arbitro: \| Matucci (Seregno) \| |
| Arbitro:                             | Matucci (Seregno) |       |       |                                                    |

| Arbitro: | Franzi (Vercelli) |

|                                                        |           |  |
| Frizzi 1’, 15’, 33’ Cremonesi 13’, 19’, 88’ Traini 61’ | Marcatori |  |

| Arbitro: | Pieri (Trieste) |

|                            |           |                  |
| Bulgarelli 21’ Schiavi 85’ | Marcatori | 36’, 62’ Badiali |

| Arbitro: | Fornari (Bologna) |

|                                     |           |  |
| Ferrari 19’ De Grandi 51’, 84’, 86’ | Marcatori |  |

| Arbitro: | Tassini (Verona) |

|  |           |                      |
|  | Marcatori | 7’ (rig.) Trapanelli |

| Arbitro: | Cicardi (Lecco) |

|                                          |           |  |
| Lenci 27’ Revere 54’ Pesaresi 82’ (aut.) | Marcatori |  |

| Arbitro: | Savio (Torino) |

|                                        |           |  |
| Castaldo 48’ Dagianti 50’ Catalano 80’ | Marcatori |  |

| Arbitro: | Coppolone (Bari) |

|                                     |           |            |
| Valli 16’ Cremonesi 57’ Badiali 82’ | Marcatori | 77’ Arezzi |

| Arbitro: | Cambi (Livorno) |

|  |           |                  |
|  | Marcatori | 48’, 56’ Lipizer |

#### Girone di ritorno
| Arbitro: | Donati (Rimini) |

|                     |           |  |
| Emiliani 30’ (aut.) | Marcatori |  |

| Arbitro: | Valsecchi (Milano) |

|                                                  |           |  |
| Badiali 35’, 53’ Frizzi 44’, 49’ Cammoranesi 85’ | Marcatori |  |

| Napoli 6 febbraio 1949 24ª giornata | Napoli         | 0 – 0 | SPAL | Stadio del Vomero\| Arbitro: \| Loda (Brescia) \| |
| Arbitro:                            | Loda (Brescia) |       |      |                                                   |

| Ferrara 13 febbraio 1949 25ª giornata | SPAL                  | 0 – 0 | Pro Sesto | Stadio Comunale\| Arbitro: \| De Apollonia (Genova) \| |
| Arbitro:                              | De Apollonia (Genova) |       |           |                                                        |

| Arbitro: | Matucci (Seregno) |

|              |           |             |
| Emiliani 20’ | Marcatori | 17’ Gambino |

| Arbitro: | Codeluppi (Lodi) |

|                                 |           |            |
| Piccioli 52’ Conti 65’ Sega 89’ | Marcatori | 26’ Frizzi |

| Arbitro: | Marchetti (Milano) |

|                                                          |           |  |
| Frizzi 22’ (rig.), 29’, 43’ Cremonesi 76’ Ciccarelli 85’ | Marcatori |  |

| Arbitro: | Cambi (Livorno) |

|                 |           |  |
| Clocchiatti 58’ | Marcatori |  |

| Arbitro: | Bergomi (Milano) |

|                                 |           |            |
| Emiliani 14’, 60’ Cremonesi 46’ | Marcatori | 7’ Ganassi |

| Arbitro: | Massai (Pisa) |

|                       |           |            |
| Cavaleri 74’ Mele 82’ | Marcatori | 24’ Frizzi |

| Arbitro: | Bernardi (Savona) |

|                    |           |  |
| Margiotta 68’, 71’ | Marcatori |  |

| Arbitro: | Boffardi (Genova) |

|                                                 |           |             |
| Frizzi 14’, 67’ Bacchini 43’ (aut.) Badiali 80’ | Marcatori | 26’ Borrini |

| Arbitro: | Valsecchi (Milano) |

|               |           |              |
| Cardinali 35’ | Marcatori | 2’ Cremonesi |

| Arbitro: | Guarda (Mestre) |

|                  |           |           |
| Rinaldi 28’, 47’ | Marcatori | 46’ Nesti |

| Arbitro: | Piemonte (Monfalcone) |

|            |           |  |
| Frizzi 87’ | Marcatori |  |

| Arbitro: | Bernardi (Savona) |

|                                         |           |             |
| Gallanti 41’ (aut.) Consonni 66’ (aut.) | Marcatori | 59’ Ferrari |

| Arbitro: | Casini (Palermo) |

|                                                                |           |  |
| Vergazzola 17’, 34’, 47’ Loni 18’ Chiappella 29’ Giorgioni 80’ | Marcatori |  |

| Arbitro: | Arpaia (Roma) |

|                                                                |           |                    |
| Frizzi 7’ Badiali 26’, 62’ Emiliani 49’ Nesti 50’ Marchese 78’ | Marcatori | 5’, 67’ Mozzambani |

| Arbitro: | Silvano (Torino) |

|                                                                |           |             |
| Badiali 1’, 44’ Frizzi 6’, 34’, 53’, 54’, 84’ (rig.) Nesti 75’ | Marcatori | 16’ Taccola |

| Arbitro: | Melgari (Bergamo) |

|                                             |           |  |
| Arezzi 6’ Soffrido 12’ Bassi 43’ Sotgiu 51’ | Marcatori |  |

| Arbitro: | Righi (Milano) |

|                              |           |  |
| Lipizer 5’ (rig.) Meroni 82’ | Marcatori |  |